# Toshihiko Sahashi
Toshihiko Sahashi (佐橋 俊彦 Sahashi Toshihiko?), nacido un 12 de noviembre de 1959 en Tokio, Japón, es un reconocido compositor musical. Sahashi ha compuesto tanto bandas sonoras para series de anime (incluyendo OVAS, películas, y Drama CD) como para videojuegos, películas, dramas y musicales.
Sus trabajos incluyen las bandas sonoras para Gundam Seed, Gundam Seed Destiny, Gunslinger Girl, Black Blood Brothers, Full Metal Panic!, Hunter X Hunter y Simoun. Junto con la Orquesta Sinfónica de Londres y en colaboración también con Yuki Kajiura en uno de sus trabajos, dos álbumes suyos fueron lanzados al mercado, cada uno con sus arreglos para Gundam Seed y Gundam Seed Destiny.

## Biografía
Se graduó en la Universidad Nacional de Bellas Artes y Música de Tokio en el año 1986. Dos años después hizo una audición en CBS Sony, tras la cual resultó ganador y considerado por la empresa como uno de sus compositores más valiosos.

## Discografía

### Bandas Sonoras de Anime
| Título del Anime                                           | Año de Salida |
| ---------------------------------------------------------- | ------------- |
| Genji Tsuushin Agedama                                     | 1991          |
| Cooking Papa                                               | 1992          |
| Fatal Fury: La Leyenda del Lobo Hambriento                 | 1992          |
| Fatal Fury 2: La Nueva Batalla (OVA)                       | 1993          |
| Ghost Sweeper Mikami                                       | 1993          |
| Fatal Fury: La Película                                    | 1994          |
| Haou Taikei Ryū Knight                                     | 1994          |
| Akazukin Cha Cha                                           | 1994          |
| Future GPX Cyber Formula Saga (OVA)                        | 1996          |
| Kochikame                                                  | 1996          |
| Chou Mashin Eiyuden Wataru                                 | 1997          |
| Cutey Honey Flash                                          | 1997          |
| Magic Knight Rayearth (OVA)                                | 1997          |
| Future GPX Cyber Formula Sin                               | 1998          |
| Angel Links                                                | 1999          |
| The Big O                                                  | 1999          |
| Hunter X Hunter                                            | 1999          |
| Kochikame: La Película                                     | 1999          |
| Steel Angel Kurumi                                         | 1999          |
| Tsukikage Ran                                              | 2000          |
| Gear Fighter Dendoh                                        | 2000          |
| Steel Angel Kurumi Encore (OVA)                            | 2000          |
| Steel Angel Kurumi 2                                       | 2001          |
| Steel Angel Kurumi Zero (OVA)                              | 2001          |
| Vampiyan Kids                                              | 2001          |
| Full Metal Panic!                                          | 2002          |
| Hunter X Hunter (OVA)                                      | 2002          |
| Mobile Suit Gundam Seed                                    | 2002          |
| Rizelmine                                                  | 2002          |
| Whistle!                                                   | 2002          |
| Gunslinger Girl                                            | 2003          |
| Hunter X Hunter: Greed Island (OVA)                        | 2004          |
| Burn-Up Scramble                                           | 2004          |
| Hit wo Nerae!                                              | 2004          |
| Hunter X Hunter: G I Final (OVA)                           | 2004          |
| Love Love?                                                 | 2004          |
| Mobile Gundam Seed Destiny                                 | 2004          |
| The Cosmopolitan Prayers                                   | 2004          |
| Zipang                                                     | 2004          |
| Capeta                                                     | 2005          |
| Full Metal Panic! The Second Raid                          | 2005          |
| Full Metal Panic!? Fumoffu                                 | 2005          |
| Mobile Gundam Seed Destiny: Final Plus: El Futuro Escogido | 2006          |
| Mobile Gundam Seed Destiny: Edición Especial               | 2006          |
| Black Blood Brothers                                       | 2006          |
| Full Metal Panic! The Second Raid (OVA)                    | 2006          |
| Katekyo Hitman Reborn!                                     | 2006          |
| Simoun                                                     | 2006          |
| Element Hunters                                            | 2009          |
| Sacred Seven                                               | 2011          |
| Saint Seiya Omega                                          | 2012          |
| Saint Seiya Soul of Gold                                   | 2015          |
| Saint Seiya Saintia Sho                                    | 2018          |

### Bandas Sonoras de Videojuegos
| Título del Videojuego | Año de Salida | Compañía |
| --------------------- | ------------- | -------- |
| Blue Stinger          | 1999          | SEGA     |

### Bandas Sonoras de Series de TV
| Título de la Serie de TV | Año de Salida |
| ------------------------ | ------------- |
| Gekisō Sentai Carranger  | 1996          |
| Kamen Rider Agito        | 2001          |
| Kamen Rider Hibiki       | 2005          |

### Bandas Sonoras para Películas
| Título de la Película              | Año de Salida |
| ---------------------------------- | ------------- |
| Platonic Sex                       | 2001          |
| Pretty Woman (Película japonesa)   | 2003          |
| Ultraman Mebius and Ultra Brothers | 2006          |

### Colaboraciones
- Junto con Yuki Kajiura en el segundo volumen de la banda sonora original de Mobile Gundam Seed Destiny.
- Ha colaborado con Oshima Michiru en la banda sonora de Lord of Lords Ryu Knight.
- También colabora con Oshima Michiru y Nobuhiko Sabashi en la banda sonora de Legend of Crystania.

## Detalles
- El estilo de varias de sus composiciones es pronunciadamente sinfónico y neoclásico, realizando algunas aportaciones ocasionales de jazz.
- Es uno de los pioneros en fusionar música sinfónica con electrónica en varias de sus bandas sonoras, en especial las de la saga "Mobile Suite Gundam" y en las de "Full Metal Panic!".
- El uso de técnicas compositivas sofisticadas tales como la fuga se puede apreciar continuamente en su trabajo, así como la escritura totalmente trabajada de la armonía, demostrando su entrenamiento sólido en la música clásica occidental.
- Gusta de utilizar los instrumentos de teclado para introducir en sus composiciones los elementos más emotivos de éstas y dotarlas así de un mejor efecto.